# شایدت (راینلاند-فالتس)
شایدت (به آلمانی: Scheidt) یک شهر در آلمان است که در Verbandsgemeinde Diez واقع شده‌است.